# الأمن المفترض
الأمن المفترض هو مبدأ في هندسة الأمن يشير إلى أن النظام يكون في مأمن من الهجوم نتيجة لافتراض المهاجم أنه آمن، استنادًا إلى الاحتمالية. والأمن المفترض هو عكس الأمن من خلال الغموض. قد يعاني نظام الاعتماد على الأمن من خلال الغموض من وجود ثغرات أمنية فعلية، ولكن أصحابه أو مصمميه قد جعلوا النظام أكثر تعقيدًا بشكل متعمد أملاً في ألا يستطيع المهاجمون العثور على الثغرات. وعلى العكس لا يحاول النظام الذي يعتمد على الأمن المفترض معالجة ثغراته الأمنية، والتي قد تكون معروفة علنًا، ولكن بدلاً من ذلك فإنه يعتمد على الافتراض البسيط للمهاجمين المحتملين أن الهدف لا يستحق المهاجمة. قد تتراوح أسباب تفكير المهاجمين في هذا الافتراض من المخاطر الشخصية (حيث يعتقد المهاجم أن أصحاب النظام يمكنهم التعرف عليه بسهولة والقبض عليه ومحاكمته) إلى المعرفة التكنولوجية (حيث يعتقد المهاجم أن أصحاب النظام لديهم معرفة كافية بالتقنيات الأمنية لضمان عدم وجود أية ثغرات، مما يجعل الهجوم محل خلاف).
على الرغم من أن هذا النهج للأمن يفهمه ضمنيًا المتخصصون في مجال الأمن، فنادرًا ما تتم مناقشته أو توثيقه. ويبدو أن عبارة «الأمن المفترض» قد صيغت لأول مرة بواسطة الموقع الإلكتروني للتعليق الأمني زيرو فلوز. استخدم المقال أكاديمية ساندهيرست العسكرية الملكية كمثال، مُركزًا على الافتقار الواضح لأمن الدخول ومقارنته بالأمن المفترض الذي ستحتوي عليه المنشآت العسكرية. يُفصل المقال أيضًا الثغرات المتأصلة في ختم الثقة مثل ختم موقع الأمن فيريساين، ويفسر أسباب إضرار نهج الأمن المفترض فعليًا بالحالة الأمنية العامة.